# Jalsa Salana
De Jalsa Salana is jaarlijkse vergadering van de Ahmadiyya Moslim Gemeenschap in elk land. Het is een feest van drie dagen ter ere van God en Mohammed als profeet. 

## Doel
Mirza Ghulam Ahmad, de stichter van de Ahmadiyya Moslim Gemeenschap, gaf de opdracht voor de eerste Jalsa Salana in 1891 in Qadian. De doelstellingen omschreef hij als volgt:
"Het belangrijkste doel van deze vergadering is het mogelijk maken voor ieder oprecht individu om religieuze voordelen te hebben; ze kunnen kennis opdoen en, dankzij God Almachtig, evolueren in hun Godsbeeld. Daarnaast bevordert de ontmoeting van andere broeders de samenhorigheid en de broederschap binnen de gemeenschap."

## Programma
De Jalsa Salana begint op vrijdag met het hijsen van de vlaggen van het land en van de Ahmadiyya Moslim Gemeenschap. Daarna volgt het vrijdaggebed, met de toespraak van de kalief indien hij de Jalsa Salana bijwoont. De rest van de dag, alsook op zaterdag en zondag volgen toespraken over verschillende religieuze onderwerpen. Er worden ook ontmoetingen georganiseerd met niet-moslims en vertegenwoordigers van andere religies. Het programma eindigt 's zondags met de slottoespraak. 
Het ritme van het programma wordt beheerst door de 5 dagelijkse gebeden.

## Jalsa Salana in Londen
Sinds het hoofdkwartier van de Ahmadiyya Moslim Gemeenschap in Londen gevestigd is als gevolg van de vervolgingen in Pakistan, fungeert de Jalsa Salana van het Verenigd Koninkrijk als de internationale Jalsa. Deze wordt altijd op het laatste weekend van juli gehouden, en de Khalifatul Masih is er altijd op aanwezig. In 2005 waren er ongeveer 20000 gelovigen die eraan deelnamen. Op de Jalsa Salana in Qadian waren er 70000 deelnemers in 2005.